# Over de historische eenheid van Russen en Oekraïners

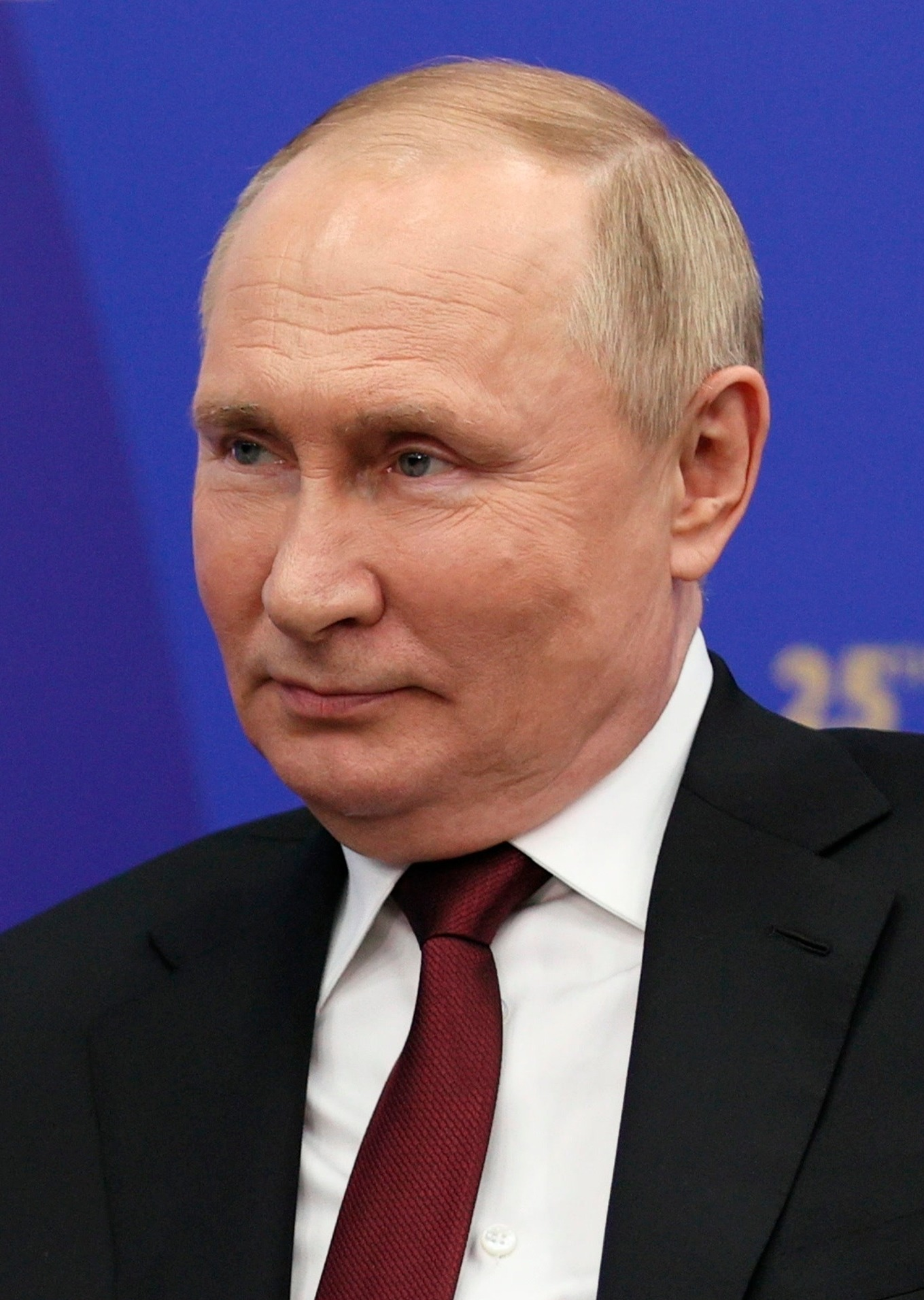
Vladimir Poetin

De Russische federatie (groen, westelijke deel) en Oekraïne

Over de historische eenheid van Russen en Oekraïners (Russisch: б историческом единстве русских и украинцев) is een essay van de Russische president Vladimir Poetin, dat hij op 12 juli 2021 in het Russisch, Oekraïens en Engels publiceerde. Poetin beschrijft hierin zijn visie op Oekraïne en de Oekraïners.
Op het moment van de publicatie van het essay speelde er een crisis tussen Rusland en buurland Oekraïne, die acht maanden later uitmondde in een Russische invasie.

## Inhoud
De belangrijkste stelling die in het essay centraal staat is dat Russen, Oekraïners, en Witrussen samen één volk vormen en tot de zogeheten Panrussische natie behoren. Om zijn bewering te staven, beschrijft de schrijver uitgebreid zijn zienswijze op de geschiedenis van Rusland en Oekraïne. Hij concludeert dat Russen en Oekraïners een gemeenschappelijk geschiedkundig erfgoed hebben en daarom ook hun toekomst delen.
In het essay ontkent Poetin bovendien dat Oekraïne als een onafhankelijke staat kan worden gezien. De vorming van een "etnisch zuivere Oekraïense staat" met een agressieve houding jegens Rusland vergelijkt hij met het gebruik van massavernietigingswapens tegen Russen.
De rechtmatigheid van de huidige grenzen van Oekraïne wordt door Poetin duidelijk in twijfel getrokken. Het huidige Oekraïne houdt in zijn ogen historisch gezien Russische gebieden bezet en zou een anti-Russisch project zijn, dat sinds de zeventiende eeuw opgezet is door het buitenland. Bovendien is deze staat volgens Poetin ontstaan door politieke beslissingen tijdens de tijd van de Sovjet-Unie. Met betrekking tot de in 2014 uitgebroken oorlog in Donbas stelt hij dat "Kiev de Donbas eenvoudigweg niet nodig heeft". 
De schuld voor de ontstane crisis wordt door Poetin bij buitenlandse complotten en anti-Russische samenzweringen gelegd. Volgens hem worden de besluiten van de Oekraïense regering zowel gedreven door een westers complot tegen Rusland als door aanhangers van de overleden Oekraïense politicus Stepan Bandera.
Poetin sluit zijn tekst af door de rol van Rusland in de tegenwoordige aangelegenheden van Oekraïne te bevestigen. 

## Volgende ontwikkelingen
Enige maanden na het verschijnen van Poetins essay publiceerde Dmitri Medvedev, als vice-president van de Veiligheidsraad van Rusland, eveneens een artikel over Oekraïne. Hij betuigt daarin zijn adhesie aan Poetins stellingen en verklaart dat er geen onderhandelingen met Oekraïne zullen plaatsvinden totdat de Oekraïense regering zal zijn vervangen. Het artikel kreeg officiële ondersteuning door het Kremlin en kreeg kritiek vanwege zijn denigrerende en antisemitische toon. 
Ook Vladislav Surkov, een raadsman van Poetin, publiceerde een artikel over Oekraïne en andere voormalige Sovjetgebieden. Hij twijfelt aan de rechtmatigheid van de westelijke grens van Rusland aan en zinspeelt op een niet-vreedzame oplossing.
Twee dagen na de inval in de Krim werd op diverse Russische internetnieuwssites een artikel van Petr Akopov gepubliceerd met de titel De opmars van Rusland en een nieuwe wereld. In deze tekst wordt de vereniging van de Russische wereld gevierd, evenals de historische verantwoording van Poetin voor het "oplossen van de Oekraïense kwestie". Het artikel werd kort daarop verwijderd.

## Reacties

### Rusland
Volgens de Russische krant RDK Daily maakt het essay deel uit van de lijst van verplichte literatuur van het Russische leger.

### Oekraïne
Volodymyr Zelensky, de president van Oekraïne, uitte kritiek op het essay en vergeleek Poetins visie op de broederschap tussen de Russische en Oekraïense staat met het bijbelse verhaal van Kaïn en Abel.
De voormalige Oekraïense president Petro Poroshenko reageerde ook kritisch en vergeleek het artikel met Adolf Hitlers toespraak in Sudetenland. De voormalig president van Estland, Toomas Hendrik Ilves, trok dezelfde vergelijking. De Oekraïense gezant bij de Verenigde Naties, Sergi Kislitsja, zei in een reactie: "Sprookjes over dat 'éne volk" worden weersproken op de slagvelden van de Donbas ".
In de ogen van het Oekraïens historisch instituut vertegenwoordigt het essay de zienswijze van het oude Russische Rijk. Het Oekraïens Wereldcongres verwees naar de Holodomor, waarin onder het bewind van Stalin ten minste vijf miljoen Oekraïners omgekomen zijn. Het platform VoxUkraine noemde het artikel een "mengsel van geschiedkundige mythen, leugens over de Krim en Donbas met manipulatie van Oekraïense economische gegevens". 

### Roemenië
In Roemenië zorgde het essay voor verontwaardiging. Vooral de beschrijving hoe het Koninkrijk Roemenië in 1918 de geografische regio Bessarabië – waarvan een deel nu in Oekraïne ligt – bezet zou hebben (en niet verenigd met), viel in verkeerde aarde. Vergelijkbare reacties kwamen met betrekking op Noord-Boekovina, een ander voormalig deel van Roemenië.

### Internationaal
De denktank Carnegie Endowment for International Peace noemde het essay een historische, politieke en veiligheidstechnische basis voor een invasie. Een lid van het Stockholm Free World Forum bestempelde de tekst als de opstap naar een oorlogsverklaring. De geschiedkundige Timothy Snyder beschreef de ideeën van Poetin als imperialisme. De Britse journalist Edward Lucas noemde het historisch revisionisme. Andere waarnemers hebben opgemerkt dat de Russische regering een vertekend beeld heeft van het moderne Oekraïne en de geschiedenis daarvan.